# Kiszewo
Kiszewo – średniej wielkości wieś sołecka w Polsce położona w województwie wielkopolskim, w powiecie obornickim, w gminie Oborniki.
Wieś szlachecka położona była w 1580 roku w powiecie poznańskim województwa poznańskiego. W latach 1954–1971 wieś należała i była siedzibą władz gromady Kiszewo, po jej zniesieniu w gromadzie Oborniki-Północ. W latach 1975–1998 miejscowość administracyjnie należała do województwa poznańskiego.

## Historia
Wieś związana była pierwotnie z Wielkopolską. Ma metrykę średniowieczną i istnieje co najmniej od drugiej połowy XIII wieku. Wymieniona została w łacińskim dokumencie z 1284, wg. kopii z XVI wieku, jako "Okisovo", 1391 "Kiszewo", 1400 błędnie "Kyszkowo" oraz "Kyszewo", 1422 "Kyschewo", 1424 "Kysschewo", 1432 "Kysow", 1446 "Kyschkowo", 1508 "Kischewo".
Miejscowość była wsią rycerską, a później szlachecką należącą początkowo do lokalnej szlachty wielkopolskiej z rodu Kiszewskich herbu Nałęcz, którzy od nazwy wsi przyjęli odmiejscowe nazwisko. W 1477 leżała w powiecie poznańskim Korony Królestwa Polskiego. W 1407 znajdowała się w miejscowej parafii, od 1510 w dekanacie Oborniki.
W 1284 jako właściciel we wsi odnotowany został Tomisław z Szamotuł herbu Nałęcz w dokumencie wystawionym przez kancelarię księcia wielkopolskiego i późniejszego króla polski Przemysła II, który zatwierdził dawne oraz nadał nowe zwolnienia immunitetowe dla dóbr kasztelana poznańskiego Tomisława z Szamotuł, w tym m.in. dla wsi Kiszewo odnotowanej błędnie przez kancelistę w formie "Okisovo" oraz zezwolił lokować te wsie na prawie niemieckim.
Historycy za prawdopodobne uznają powiązanie z miejscowością falsyfikatu datowanego na rok 1343, który oblatowany został w roku 1550. Mówi on o tym, że król polski Kazimierz III Wielki potwierdził prawa majątkowe Sędziwoja z Czarnkowa do jego dóbr odziedziczonych po ojcu, a w tym do Pomorzan, Kiszewa (w oryg "Kossewo"), Grzybowa koło Czarnkowa, Słomowa oraz Młynkowa. W 1391 "Swegnew" identyfikowany przez historyków z Wszegniewem z Sadów dowodził w sporze sądowym z Janem Jabłonowskim z Jabłonowa koło Sierakowa, że Stanisława wniosła swój posag do Kiszewa. W 1393 odnotowano odmiejscowe nazwisko Kiszewski, wspomniany został w procesie sądowym świadek Jan Kiszewski.
W latach 1400-1404 jako właściciel w miejscowości notowany był Trojan ze Żdżaru. W 1400 Trojan ze Żdżaru oraz Niemierza z Bliżyc toczyli proces sądowy o rozgraniczenie Kiszewa ze Stobnicą z wojewodą poznańskim Sędziwojem Świdwą z Szamotuł. W 1422 kmieć Niemierzy Maciej z Kiszewa dowodził przed sądem, że Piotr Urbanowski zabrał mu konia o wartości 3 grzywien.

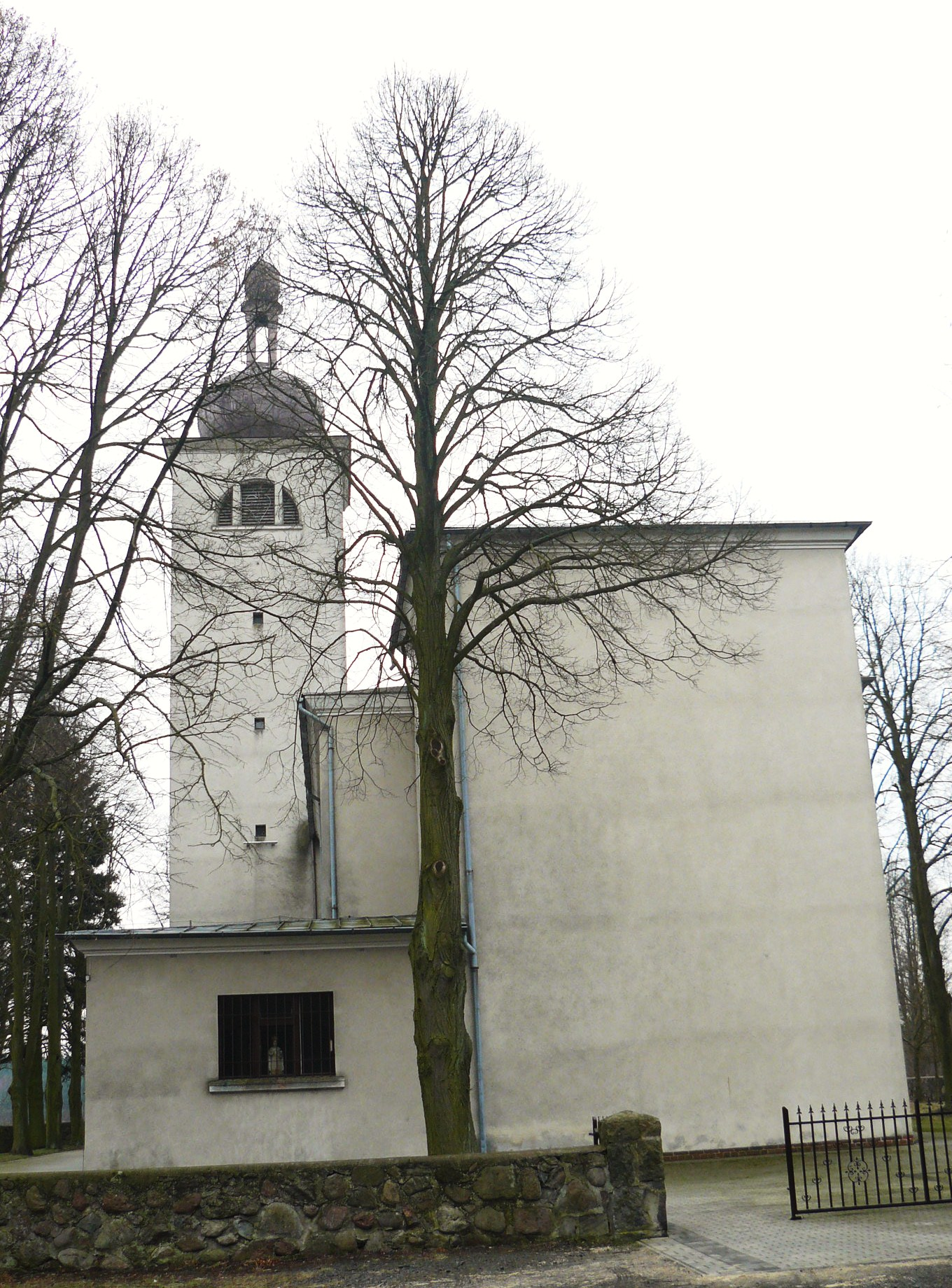
Kościół i dom parafialny w Kiszewie

W latach 1400-1434 właścicielem we wsi był Niemierza Bliżycki z Bliżyc w powiecie gnieźnieńskim zwany także od nazwy wsi Kiszewskim. W 1432 Niemierza z Kiszewa opatrzył swoją pieczęcią akt, w którym panowie wielkopolscy zobowiązali się, że po śmierci Władysława Jagiełły obiorą królem Polski jednego z jego synów. W 1408 NIemierza wygrał proces z Dobrogostem z Szamotuł o Ossowski Młyn, który należał do Kiszewa. W 1454 odnotowany został Niemierza z Objezierza i Kiszewa syn Abrahama oraz wnuk Niemierzy Bliżyckiego vel Kiszewskiego. Prowadził on spór z Anną Granowską z Łukowa koło Obornik. W latach 1460-1480 właścicielami we wsi byli synowie Abrahama bracia Mikołaj, Jan, Niemierza.
Zachował się dokument z lat 1460-1470, w którym król polski Kazimierz Jagiellończyk zaświadcza, że wdowa po Abrahamie z Kiszewa, Anna ze Strzelewa (zwana też później Anną ze Ślesina), częściowo sprzedała za 1000 grzywien, a częściowo dała swym synom, swoje dobra po ojcu i matce, tzn. części wsi Strzelewo, Żurczyn, Sitno, Ślesin, Gorzeń i Mochle w powiecie bydgoskim oraz Rościmin, Wąwelno, Mierucin, Jaszkowo, Samsieczynek, Czuchary (obecnie Suchary), Klunia Wielka (obecnie Kłonia Wielka), Gomnowice (obecnie Gumnowice) i Tuszkowo w powiecie nakielskim. W 1477 bracia, dziedzice niedzielni w Kiszewie sprzedali swojemu bratu stryjecznemu Stanisławowi Imbirowi z Objezierza za 600 grzywien Kowalewo wraz z młynem wodnym. W 1480 bracia podzielili się dobrami: Mikołaj otrzymał Kiszewo, Kiszewko, połowę Ryczywołu, Krężoły i część Skrzetusza.
W 1497 król polski Jan I Olbracht dał wojewodzie kaliskiemu Sędziwojowi z Czarnkowa nad Notecią prawo do dóbr Małgorzaty i Anny córek zmarłego Mikołaja Niemierzy Kiszewskiego w mieście Ryczywół, w Kiszewie, Kiszewku oraz Krężołach w powiecie poznańskim, a także w Gorzeniu w powiecie bydgoskim.
Miejscowość odnotowano również w historycznych rejestrach poborowych dzięki czemu zachował się obraz gospodarczy miejscowości z XVI wieku. W 1508 wieś zapłaciła wiardunki wojenne z 4 półłanków oraz młyna wodnego o jednym kole wodnym. W 1563 pobrano podatki z 2,5 łana, karczmy dorocznej, młyna dorocznego o jednym kole. W 1564 w Kiszewie odnotowano 5 łanów. W 1577 pobór z Kiszewa zapłaciła Kiszewska wdowa po Adamie Kiszewskim. W 1582 pobór zapłacił Jan Kiszewski.
W 1602 Stanisław Imbir Kiszewski (opat z Lubinia) ustanowił tutaj prepozyturę podlegającą lubińskim benedyktynom, istniejącą do 1787.

## Obiekty
Układ przestrzenny wsi jest nietypowy i podporządkowany był przeprawie przez Wartę (łodzie, prom). Wśród starszych domów wyróżnia się szkoła z początku XX wieku. Na cmentarzu spoczywa powstaniec warszawski - Jerzy Krakowiecki (8.11.1926-15.9.1944, pułk Baszta - batalion Olza - kompania O-1). Na terenie wsi stoją dwa obiekty sakralne:
- kaplica cmentarna Matki Boskiej Bolesnej (rotunda) z początku XX wieku (kamień polny),
- kościół Najświętszego Serca Jezusa i św. Anny - modernistyczny, z lat 1934-1935[7].